# Сушкина, Светлана Сергеевна
Светла́на Серге́евна Су́шкина (14 января 1946, Кукрем, Мари-Турекский район, Марийская АССР, РСФСР, СССР) ― марийская советская и российская актриса театра, солистка-вокалистка, исполнительница марийских песен. Артистка хора, солистка, заведующая оперной труппой Марийского театра оперы и балета имени Э. Сапаева (с 1977 года). Народная артистка Марийской ССР (1991). Лауреат Национальной театральной премии имени Й. Кырли (2001).

## Биография
Родилась 14 января 1946 года в д. Кукрем Мари-Турекского района Марийской АССР в семье председателя колхоза. Рано осталась без матери.
В 1961 году окончила Параньгинскую школу-интернат Марийской АССР, затем поступила в Республиканское кульпросветучилище МАССР. В 1963 году, оставив учёбу, уехала в Ивановскую область, где работала прядильщицей на текстильной фабрике г. Фурманов. Там же окончила вечернюю школу рабочей молодёжи.
В 1966 году вернулась в Марийскую АССР, где работала распредом на заводе «Электроавтоматика». 
В 1972 году окончила вокальное отделение Йошкар-Олинского музыкального училища имени И. С. Палантая, в 1977 году — Казанскую государственную консерваторию.
С 1977 года ― артистка хора, солистка Марийского театра оперы и балета имени Э. Сапаева. 
В настоящее время живёт и работает в г. Йошкар-Оле, является заведующей оперной труппой Марийского государственного академического театра оперы и балета имени Э. Сапаева.

## Творческая деятельность
Голос ― меццо-сопрано.
В 1979 году достойно представляла музыкальное искусство Марийского края в составе большой концертной бригады «Композиторы России — труженикам Сибири».
В 1985 году проходила стажировку в Большом театре СССР.
Участника двух Всемирных фестивалей народной музыки. Выступала на таких площадках как Концертный зал имени П. И. Чайковского, Центральный дом работников искусств, Дом радио, Концертный зал «Россия».
В составе делегации работников культуры Марийской республики выезжала в Венгрию (1987), дважды давала сольные концерты в Финляндии (1995, 1997). 
Известна как исполнительница и пропагандист марийского вокального искусства. С концертами объездила все районы Марий Эл. Благодаря ей жители Сибири и Дальнего Востока, Украины и Белоруссии, Венгрии и Финляндии узнали марийскую вокальную музыку. Певица самостоятельно подготовила вокальный цикл по мотивам финно-угорских народных песен и исполняла его во многих городах России и за рубежом. Певицей подготовлены 3 концертные программы: «Песни марийских композиторов», «Старинные русские цыганские романсы» и «Песни Эрика Сапаева».
В 1991 году ей присвоено почётное звание «Народная артистка Марийской ССР». В 2001 году она стала лауреатом Национальной театральной премии имени Й. Кырли.
В 2011 году в Национальном музее Республики Марий Эл имени Т. Евсеева в честь 65-летия со дня рождения певицы была открыта выставка.
В 2015 году вышла в свет книга краеведа В. А. Сорокиной «Рождённая петь», посвящённая артистке.

## Основные роли
Далее представлен список основных ролей С. С. Сушкиной: 
- Э. Сапаев «Акпатыр» ― Марфа
- Э. Архипова «Алдиар» ― Сули
- М. Мусоргский «Борис Годунов» ― Мамка Ксении
- П. Чайковский «Евгений Онегин» ― Ольга, Няня Филиппьевна
- П. Чайковский «Иоланта» ― Марта
- Н. Римский-Корсаков «Майская ночь» ― Наседка
- Д. Пуччини «Чио-чио-сан» ― Сузуки
- Дж. Россини «Севильский цирюльник» ― Розина
- П. Масканьи «Сельская честь» ― Сантуцци
- Ш. Гуно «Фауст» ― Зибель
- Н. Римский-Корсаков «Царская невеста» ― Домна Сабурова
- П. Абрахам «Бал в "Савойе"» ― Чукча (жена Мустафы-бея)
- Н. Арбан «Летняя ночь» («Кеҥеж йуд») ― Тамара
- И. Кальман «Марица» ― Аза
- М. Раухвергер «Красная Шапочка» ― Бабушка

## Признание
- Народная артистка Марийской ССР (1991)[2][3][6]
- Заслуженная артистка Марийской АССР (1981)[2][3][6]
- Нагрудный знак Президиума ЦК Профсоюзов работников культуры СССР «Отличник культурного шефства над Вооружёнными Силами СССР» (1983)[6]
- Нагрудный знак Президиума ЦК Профсоюзов работников культуры СССР «Отличник культурного шефства над селом» (1984)[6]
- Золотая медаль «Честь и польза» (2006)[6]
- Национальная театральная премия имени Й. Кырли (2001) ― в номинации «Лучшая исполнительница партии второго плана» в опере «Алдиар» Э. Архиповой[6]
- Премия Председателя Марийского отделения Союза театральных деятелей РФ (2016)[6]